# 고하토
《고하토》(일본어: 御法度 고핫토[*], 영어: Taboo)는 1999년에 개봉된 일본 영화이다. 감독은 오시마 나기사이며, 시바 료타로의 원작소설이다. 막말 교토를 배경으로, 신센구미를 동성애적 시점으로 그린 시대극이다.
오시마 나기사가 13년만에 메가폰을 잡은 작품으로, 영화 《전장의 크리스마스》 이래로 오시마 나기사(감독), 기타노 타케시(주연), 사카모토 류이치(음악) 트리오가 다시 만났으며, 마츠다 유사쿠의 아들인 마츠다 류헤이의 영화 첫 출연으로도 화제를 모았다.

## 출연진
- 히지카타 도시조 - 기타노 타케시
- 가노 소자부로 - 마츠다 류헤이
- 오키타 소지 - 다케다 신지
- 다시로 효조 - 아사노 타다노부
- 곤도 이사미 - 최양일
- 데라지마 스스무